# Крейдяне (Марківська селищна громада)
Крейдяне́ — село в Україні, у Марківській селищній громаді Старобільського району Луганської області. Населення становить 139 осіб.